# لاكلان لام
لاكلان لام (بالإنجليزية: Lachlan Lam)‏ هو لاعب دوري الرغبي أسترالي، ولد في 25 مارس 1998 في سيدني في أستراليا.